# Paul von Rennenkampf
Paul von Rennenkampf (Paul Georg Karlowitsch von Rennenkampf) (em russo:  Павел Георг Карлович фон Ренненкампф) (17 de abril de 1854 – 1 de abril de 1918) foi um general russo, de origem alemã do Báltico, que serviu no Exército Imperial Russo por mais de 40 anos, inclusive durante a Primeira Guerra Mundial.
Estadista e general do Exército Imperial Russo que comandou o 1º Exército na Invasão da Prússia Oriental durante a fase inicial da Frente Oriental da Primeira Guerra Mundial. Ele também serviu como o último comandante do Distrito Militar de Vilna.

Rennenkampf ganhou reputação como um comandante de cavalaria eficaz durante a Rebelião dos Boxers e a Guerra Russo-Japonesa. Após servir neste último, ele liderou o destacamento que suprimiu a República de Chita durante a Revolução Russa de 1905. Isso lhe rendeu mais promoção e, com a eclosão da Primeira Guerra Mundial, Rennenkampf era comandante do Distrito Militar de Vilna, cujas forças foram usadas para formar o 1º Exército sob seu comando. Ele liderou o 1º Exército na invasão da Prússia Oriental e obteve uma vitória antecipada em Gumbinnen no final de agosto de 1914, mas foi dispensado do comando após derrotas em Tannenberg, nos Lagos Masúria eŁódź, embora mais tarde se tenha provado inocente pelos erros cometidos na Batalha de Łódź. Exonerado por um inquérito oficial sobre suas ações, Rennenkampf foi baleado pelos bolcheviques em Taganrog durante o Terror Vermelho em 1918.